# Lophotarsia vicina
Lophotarsia vicina är en fjärilsart som beskrevs av Emilio Berio 1966-1967. Lophotarsia vicina ingår i släktet Lophotarsia och familjen nattflyn. Inga underarter finns listade i Catalogue of Life.